# Arenas del Rey
Arenas del Rey és un municipi andalús situat en la part centre-sud de la comarca de Alhama (província de Granada).
Aquesta localitat limita amb els municipis de Cacín, Agrón, Jayena, Alhama de Granada, Fornes i Játar. L'ajuntament comprèn els nuclis de població d'Arenas del Rey i el Poblado de los Bermejales (situat al costat de l'Embassament de los Bermejales).
Arenas del Rey està enclavat en el vessant nord del Parc Natural Sierras de Tejeda, Almijara i Alhama, en la vall del riu Cacín.

## Demografia
| 1930 | 1940 | 1950 | 1960 | 1970 | 1981 | 1991 | 2001 | 2005 | 2006 |
| ---- | ---- | ---- | ---- | ---- | ---- | ---- | ---- | ---- | ---- |
| 1578 | 2049 | 2337 | 2010 | 1499 | 2174 | 2065 | 1990 | 2157 | 2202 |